# コンチネンタル (パチスロ)
コンチネンタルは、1990年にユニバーサル販売の系列会社である瑞穂製作所（現ミズホ）が製作・販売したパチスロ機（3号機）。通称「コンチ」。キャッチコピーは「大陸の微風（そよかぜ）」。

## 概要
本機シリーズが発売された当時は、保通協への届出は1社2機種までという制限があり（現在はこの制度は廃止）、このような背景から、同一シリーズ名称を冠しながらそれぞれが3つの別な会社から発売されるという珍しい販売形態となった。また、『III』の発売後に『II』が発売されている。IIIなどと区別するために「コンチワン」と呼ばれることもあった。
ゲーム性は個性的で、7揃いでのBIG、BAR揃いでのREGの他に「BAR・BAR・7」でBIG、「7・7・BAR」でREGという役もあった。リーチ目は「中段チェリー」「「チェリー崩れ（通常はほとんど左リール上段、下段に停止したチェリーは、中リール中段にチェリーが止まる法則だが、これが崩れたもの）」「青リンゴ」「ベル滑りテンパイのはずれ」など多岐にわたる。
発売時のキャッチコピーは「大陸の微風（そよかぜ）です」であった。

## ボーナス確率・機械割
| 設定 | BIG     | REG     | 機械割 |
| ---- | ------- | ------- | ------ |
| 1    | 1/409.6 | 1/630.2 | 80.4%  |
| 2    | 1/303.4 | 1/546.1 | 89.4%  |
| 3    | 1/240.9 | 1/431.2 | 99.4%  |
| 4    | 1/227.6 | 1/292.6 | 104.3% |
| 5    | 1/227.6 | 1/215.6 | 106.9% |
| 6    | 1/221.4 | 1/154.6 | 115.9% |

※ 機械割はメーカー発表の数値で、後述の「CS-90」非搭載時のものである。

## CS-90
オーソドックスなAタイプであったが、市場に出回ったものはコインセレクターに違法のコイン感知システム「CS-90」が追加された裏モノが大半を占めていた。このCS-90が連チャンを生み出し、瞬く間に人気機種となった。他方で、このシステムの盲点をついた攻略法（「4枚掛け攻略法」などと呼ばれる）も発覚した。
裏モノ製作にはメーカーである瑞穂自身が関与していたことで警察に摘発され、瑞穂は3年間の型式試験持ち込み停止処分を受けることになった。そのために、準備されていた「コンチネンタル4」は販売されることのない幻の機種となった（後に4号機で登場したコンチ4Xは全くの別物である）。